# Uzdin
Uzdin (cyr. Уздин) – wieś w Serbii, w Wojwodinie, w okręgu południowobanackim, w gminie Kovačica. W 2011 roku liczyła 2029 mieszkańców.